# Linia kolejowa Halle – Bebra
Linia kolejowa Halle – Bebra – zelektryfikowana dwutorowa główna linia kolejowa w Niemczech, w krajach związkowych Saksonia-Anhalt, Turyngia i Hesja. Biegnie od Halle przez Naumburg, Erfurt, Weimar, Eisenach do Bebry. Linia ta jest częścią połączenia Berlin -Lipsk – Fulda – Frankfurt.
Odcinek do Gerstungen pierwotnie należał do Thüringische Eisenbahn-Gesellschaft, a z Gerstungen do Friedrich-Wilhelms-Nordbahn-Gesellschaft.